# Monika Linhard

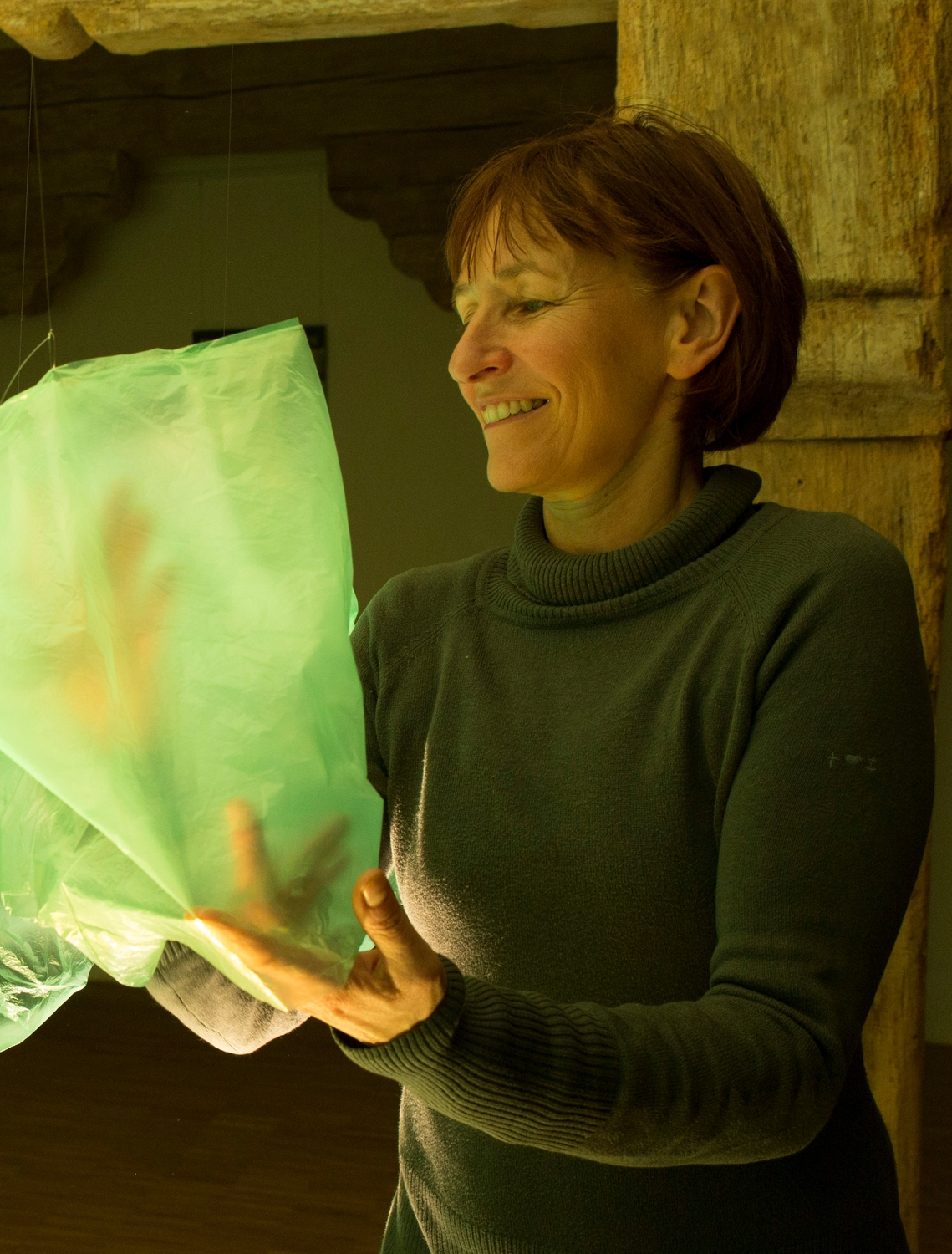
Monika Linhard mit Arbeit „Tütengeflüster“ (2016), fotografiert von Roland Wengenmayr

Monika Linhard (* 1957 in Bad Kissingen) ist eine deutsche Künstlerin. Sie lebt und arbeitet in Frankfurt a. M.

## Leben
Monika Linhard wurde 1957 in Bad Kissingen geboren. Ihre Familie väterlicherseits stellte mit Gerhard Linhard von 1854 bis 1865 den Bürgermeister der Stadt Bad Kissingen. Ihre Kindheit und Schulzeit verbrachte sie in Baden-Baden, Nordenham, Badenweiler, Triberg und Nürnberg. Nach einer Lehre als Holzbildhauerin an der Holzbildhauerschule Bischofsheim studierte sie von 1987 bis 1993 Freie Kunst an der Gesamthochschule Kassel bei Alf Schuler, einem Vertreter der Konkreten Kunst. Sie arbeitet seither international im Bereich Objektkunst und Rauminstallation. Monika Linhard erhielt zahlreiche Auszeichnungen und Preise, unter anderem das Kunsthausstipendium der Stadt Wiesbaden (1993), das „Esslinger Bahnwärterstipendium“ (1998), das Atelierstipendium des Freistaates Bayern und das Arbeitsstipendium Neustart Kultur Plus (2023).
Von 2002 bis 2004 und von 2013 bis 2014 lehrte sie dreidimensionale Gestaltung an der Fachhochschule Trier. Als freischaffende Künstlerin lebt und arbeitet sie seit 1999 in Frankfurt a. M., und seit 2005 auf dem Kulturgelände der ehemaligen Farbenfabrik Dr. Carl Milchsack.

## Werk
Ausgangspunkt Monika Linhards künstlerischen Praxis ist die Analyse des Werkstoffes, dessen Eigenschaften, Formbarkeit sowie gesellschaftlichen Bezügen und Bedeutungen. Ihre Werke leben von der vollzogenen Metamorphose des Materials und seiner Installation im Raum.
Dabei greift sie vor allem auf Objekte der „Dingwelt“ zurück. Die Objekte des Alltags werden nicht im Sinne von zuvor „De-Konstruiertem“ neu zu Objekten zusammengesetzt, sondern in Reihung und Addition von Materialien. Die Assoziationen zum Alltag werden über die materiellen Eigenschaften, die Plastizität und Reaktion auf künstlerische Eingriffe hergestellt und nicht über die eigentlichen Gegenstände. Der Alltag dient als Fundus für Linhards Arbeit, in der sie die symbolischen und kulturellen Bedeutungen der Materialien hinterfragt.
Linhards Augenmerk auf die Stofflichkeit der Dinge zeigt sich unter anderem in der Installation Tütengeflüster. Über Scheinwerfern schweben grünliche Hemdchenbeutel. Ihre Öffnungen zeigen nach unten und sie blähen sich in dem warm aufsteigenden Lichtstrom auf. In der zitternden Luft reiben sich die aufgeblähten Beutel aneinander, geraten in Bewegung, erfüllen den Raum mit feinem Knistern und einem magischen grünen Leuchten. Ein weiteres Beispiel sind ihre kinetischen Installationen mit Aluminiumlamellen. Seit den frühen neunziger Jahren arbeitet sie mit diesem Material, zuerst noch mit handelsüblichen Jalousien aus Kunststoff, später aus Aluminium. Sie analysiert die bildhauerischen Möglichkeiten dieses industriell geformten „Halbzeuges“. Dabei berücksichtigt sie ganz bewusst auch das Potential des Klanges, welches diesem Material innewohnt. Rascheln, Klirren und Scheppern, wie in ihrem Werk Zwischen Bäumen, das sie während des Symposiums Wer im Glashaus sitzt, sollte nicht mit Steinen werfen realisierte.
Linhards Werk beruft sich weniger auf den großen Vorreiter der object trouvés Marcel Duchamp. Viel mehr spiegelt sich in ihrem Umgang mit Material ihre intensive Auseinandersetzung mit Joseph Beuys wider. Beuys hatte mit seiner Theorie der sozialen Plastik nicht nur den Kunstbegriff, sondern auch den Materialbegriff maßgeblich erweitert. Er löste den Werkstoff aus seiner dienenden Rolle heraus, indem er ihm die Eigenschaft zusprach, Ausdruck komplexer semantischer Netze zu sein.
Linhards Arbeiten haben gemein, dass die Künstlerin von den Betrachtenden fordert, nicht nur an einem Standpunkt zu verharren, sondern ihre Werke räumlich zu erkunden: deren Behauptung im Raum wahrzunehmen als auch aus nächster Nähe zu betrachten. Mit allen Sinnen tauchen die Betrachtenden ein und werden so zu im Austausch mit ihren Werken stehenden Resonanzkörpern.
Diese Ideen finden bei Linhard in Form von ortsspezifischen kinetischen Installationen, Raum- und Wandobjekten sowie mittels Fotografie Ausdruck.

## Ausstellungen

### Einzelausstellungen (Auswahl)
- 2019: Wechselspiel, Galerie Söffing, Frankfurt a. M.
- 2019: In Situ, Kunstverein EBENE B1 Taunusanlage e.V., Frankfurt a. M.
- 2016: re-homing, Kloster Wechterswinkel, Bastheim
- 2014: Blinds, Galerie Hafemann, Wiesbaden
- 2013: augenblicklich Fotosequenzen, Galerie Söffing, Frankfurt a. M.
- 2012: Strömungen, Hauptzentrale Deutscher Wetterdienst, Offenbach a. M.
- 2011: sicht:wechsel, Heussenstamm-Galerie, Frankfurt a. M.
- 2010: Tütengeflüster, Kunstverein Neckar-Odenwald, Mosbach
- 2009: Windbeutel, Galerie Hafemann, Wiesbaden
- 2006: Zeitzonen, Galerie Wildwechsel, Frankfurt a. M.
- 2005: Rest für die Hälfte, ml_Zimmergalerie, Frankfurt a. M.
- 2004: Din tara in tara, Triade Art Foundation, Timisoara, Rumänien
- 2004: Von Land zu Land, Im Hagenbucher, Heilbronn
- 1999: unterwegs, Städtische Galerie Würzburg und Städtische Sammlung Schweinfurt
- 1997: Lauter Dinger, Galerie Palais Walderdorff, Trier
- 1997: Objekte und Zeichnungen, Adam-und-Eva Haus, Paderborn
- 1996: Näher und Weiter, Bahnwärterhaus Esslingen (Villa Merkel), Esslingen
- 1996 Vierzehn bis Hundersiebenunddreißig Teile, Kunststation Kleinsassen, Kleinsassen
- 1996: Capri, Saskia und Muschel, Galerie Brötzinger Art e.V., Pforzheim
- 1996: setzen – stellen – legen, Produzentengalerie, Kassel
- 1996: Monika Linhard, rdr-service & consult, Mellrichstadt
- 1993: Objekte und Plastiken, Kunsthaus Wiesbaden, Wiesbaden
- 1992: Zwischen Innen und Außen, fkf, Alter Wiehrebahnhof, Freiburg
- 1990: Fragmente, Engpol Medien, Alte Güterhalle, Nordheim a. d. Rhön

### Gruppenausstellungen (Auswahl)
- 2022: WALK in and Wonder, Konkrete Kunst in der WALKMÜHLE, Wiesbaden
- 2022: mapping | 3 positions | lantenhammer, linhard, skiba, BBK-Galerie Unterfranken im Kulturspeicher, Würzburg
- 2021: „Was bleibt …“ 1700 Jahre jüdisches Leben in Deutschland, Forum für aktuelle Kunst, Heidelberg
- 2021: „Hut ab! Kopf an!“ Zum 100. Geburtstag von Joseph Beuys, Kunstverein Eulengasse e.V., Onlineveranstaltung
- 2020: Wer im Glashaus sitzt, sollte nicht mit Steinen werfen, Doppelausstellung im Centrum Rzezby polskeiej w Orońsku, Polen und Kunsthalle, Wiesbaden
- 2019: Kunst aus dem Koffer, Burg Galerie im Volkspark, Halle a.d. Saale
- 2018: Perforated Walls, Kunstquartier Bethanien, Berlin
- 2018: Luminale. Biennale für Lichtkunst und Stadtgestaltung, Frankfurt a. M.
- 2018: Raumzustände. Triennale IV – Focus Franken, Kunsthalle Schweinfurt, Schweinfurt
- 2017: PARTI-cipation VI – Seoul 2017, Galerie SoSo, Seoul, Korea
- 2017: Auf Einladung. Forum für aktuelle Kunst, Villa Claudia, Feldkirch, Österreich
- 2017: Carte Blanche, espace despalles, Paris, Frankreich
- 2016: Tissue – Verdichtete Zeit, Neue Galerie Landshut e. V., Landshut
- 2016: PARTI-cipation V – Fladungen 2016, Rhönmuseum, Fladungen
- 2015: PARTI-cipation IV – Óbidos 2015, Óbidios, Brasilien
- 2013: Fundamental Ephemeris, BronxArtSpace, New York, USA
- 2013: PARTI-cipation II – Verduno 2013, Castello di Verduno, Italien
- 2013: Klein aber Fein, nwwk, Worpswede
- 2012: entlang der mainzer, Interdisziplinäres Forschungsprojekt, Frankfurt a. M.
- 2012: Sammlung Gottfried Hafemann, Kunsthaus Wiesbaden, Wiesbaden
- 2010: Ornament verbindet, Kulturspeicher Würzburg und Mainfränkisches Museum (heute Museum für Franken) Würzburg
- 2010: Kosmos Kiosk, Neuer Kunstverein Gießen, Gießen
- 2007/2008: Teilnahme an der Europäische Kulturhauptstadt 2007, Großregion Luxemburg und Sibiu
- 2005: Papier, Walkmühle, Wiesbaden
- 2005: Beeil dich!, Ernst-Sachs Bad, Schweinfurt
- 2004: Goldherbst 2004, galerie brötzinger art e.V., Pforzheim
- 2001: 3 x klingeln, Mainz
- 2000: 9 ½, Villa Merkel, Bahnwärterhaus & Schwörhaus, Esslingen
- 2000/2001: Teilnahme an der Art Frankfurt mit der „Galerie für Zeitkunst“, Bamberg
- 1998: Osmosen, Kunsthaus Nürnberg, Nürnberg
- 1998: Zum Ornament …II, Galerie Hafemann, Wiesbaden
- 1997: Fluß und Dynamik, Skulpturenweg, Veitshöchheim
- 1997: Malerei und Plastik – Setsuko Ikai und Monika Linhard, Städtische Galerie im Rathaus Büttgen, Kaarst
- 1996: Transparenzen, Produzentengalerie, Kassel
- 1995: Folie – Das Material des Bildhauers, Nassauischer Kunstverein Wiesbaden, Wiesbaden
- 1994: Zeitgenössische Kunst in Franken, Alte Reichsvogtei, Schweinfurt
- 1994: mehrfach/vielfach, fkf, Alter Wiehrebahnhof, Freiburg
- 1993: KunstRaumFranken, Kunsthalle Nürnberg, Nürnberg
- 1993: Skulptur und Video, Kunstetage Dock 4, Kassel
- 1991: Germination IV, Ludwig Forum für Internationale Kunst, Aachen
- 1991: Kunstkaufhaus, Frauenmuseum Bonn, Bonn
- 1991: Kunststudenten stellen aus, Bonner Kunstverein, Bonn
- 1989: Funktionslose Räume oder Räume ohne Funktion, Alte Brauerei Rother Bräu, Roth

## Werke in Sammlungen
- Union Investment, Frankfurt a. M.
- Städtische Sammlungen Würzburg
- Städtische Sammlungen Wiesbaden
- Städtische Sammlungen Fulda
- Städtische Sammlungen Schweinfurt
- Städtische Sammlungen Esslingen
- Städtische Sammlungen Kaarst
- Regierung von Unterfranken
- Sparkasse Mainfranken, Würzburg
- Deutscher Wetterdienst Offenbach a. M.
- Sammlung Gottfried Hafemann, Wiesbaden
- Sammlung Erhard Witzel, Wiesbaden

## Auszeichnungen und Stipendien
- 2023: NEUSTARTplus-Stipendium, Arbeitsstipendium der Stiftung Kunstfonds, Bonn
- 2022: Brückenstipendium, Arbeitsstipendium vom Hessischen Ministerium für Wissenschaft und Kunst, Wiesbaden
- 2020: Hessen Neu eröffnen, Arbeitsstipendium vom Hessischen Ministerium für Wissenschaft und Kunst, Wiesbaden
- 2020: Artist in Residence, Polnisches Skulpturenzentrum Orońsko
- 2014: Finalistin „Liquide Space“ Ferchau Engineering GmbH, Gummersbach
- 2009: Arbeitsstipendium Pilotprojekt Gropiusstadt, Berlin
- 2009: Sommercamp „Lucian Grigorescu – International Camp for Painting and Sculptur“ Medgidia/Rumänien
- 1998/99: Atelierstipendium des Landes Bayern
- 1999: „Leben bis zuletzt“, Auszeichnung Hospizverein Bad Kissingen e.V., Bad Kissingen
- 1996: Esslinger Bahnwärter für Bildende Kunst, Esslingen
- 1993: Stipendium der Stadt Wiesbaden
- 1990: Bundesförderpreis für Wissenschaft und Kunst

## Lehraufträge/Schulprojekte (Auswahl)
- 2019–20: „Living Pictures“, Lessing-Gymnasium FFM, gefördert von kunstvoll (Kulturfonds Rhein-Main)
- 2015–17: Lehraufträge an der Zeichenakademie Hanau
- 2012–14: Lehrauftrag für dreidimensionales Gestalten an der Hochschule Trier, Idar-Oberstein
- 2009: Lehrauftrag Academie for Visual Arts, Frankfurt
- 2002–04: Lehraufträge für dreidimensionales Gestalten an der Hochschule Trier, Idar-Oberstein

## Vorträge, Projekte (Auswahl)
- 2012: „entlang der mainzer“, Ein interdisziplinäres Kunst- und Kulturprojekt, Frankfurt a. M.
- 2011: „Sonntagsdinge – Montagsdinge“, Friedrich-Alexander-Universität Erlangen-Nürnberg
- 2009: „Von Land zu Land – Kulturelle Strategien für einen sozial ökologischen Wandel“, Museum Angewandte Kunst, Frankfurt a. M.
- seit 2004: Reiseprojekt „Von Land zu Land“